# 823
El 823 (DCCCXXIII) fou un any comú començat en dijous del calendari julià.

## Esdeveniments
- Els sarraïns conquereixen Creta.
- Primer tractat de matemàtiques en llengua àrab.

## Necrològiques
- 6 de juny - Japó: Fun'ya no Watamaro tercer shogun